# Jean-François Dufestel
Jean-François Dufestel est un homme politique français né le 17 janvier 1747 à Gapennes (Somme) et mort le 23 mai 1821 au même lieu.
Propriétaire cultivateur à Gapennes, il est député de la Somme à la Convention, siégeant avec les modérés et votant la réclusion de Louis XVI. Il est poursuivi après la chute des Girondins, le 31 mai 1793, et démissionne le 5 frimaire an II.

## Sources
- « Jean-François Dufestel », dans Adolphe Robert et Gaston Cougny, Dictionnaire des parlementaires français, Edgar Bourloton, 1889-1891 [détail de l’édition]